# Archaeocalamitaceae
Archaeocalamitaceae è una famiglia estinta di piante vascolari Pteridofite allo stato fossile, appartenenti all'ordine delle Equisetales.
Le specie di questa famiglia sono organismi molto antichi: il ritrovamento di resti fossili di queste piante indicano che erano diffuse nel Carbonifero inferiore (359 – 318 milioni di anni fa) chiamato anche Mississippiano. Dal punto di vista filogenetico sono piante più primitive delle Angiosperme, infatti sono senza organi sessuali distinti, si propagano e si riproducono per mezzo di spore.

## Sistematica
La classificazione di questa famiglia è ancora oggi tema di discussione nel mondo botanico; solo ultimamente è stata posta tra le Pteridofite (la divisione delle felci) per delle affinità a livello molecolare.
 La classificazione proposta nella tabella a destra è quella derivata da una recente ricerca del 2006 (Smith et al.).

### Generi e Specie
La divisione in generi di questa famiglia è resa difficile in quanto i resti fossili sono frammentari (difficilmente si è riusciti a ricostruire una pianta completa). L'elenco che segue è una possibile struttura tassonomica della famiglia di questa scheda :
- Archaeocalamites
  - A. esnostensis
  - A. geoppertii
  - A. goeppertii
  - A. latixylon
  - A. radiatus
  - A. scrobiculatus

## Descrizione
In base ai ritrovamenti fossili si tratta di giganteschi vegetali con enormi tronchi di oltre 30 metri di altezza e con diametro dei fusti di quasi 1 metro (grazie alla massiccia formazione del legno secondario – xilema).

### Radici
Le radici erano del tipo secondario da rizoma di tipo “actinostelico” (avente un solo fascio raggiato), semplice struttura che si manterrà in seguito più o meno invariata fino alle piante attuali.

### Fusto
- Parte ipogea: la parte ipogea consisteva in grossi e serpeggianti rizomi sotterranei.
- Parte epigea: la parte aerea consisteva in una alternanza di nodi e relativi internodi.

### Foglie
Le specie delle “Archaeocalamitaceae” si differenziavano da quelle delle altre famiglie dello stesso ordine (Equisetales) in quanto avevano le foglie biforcate (e non a lamina intera) disposte in corrispondenza dei nodi e formavano un verticillo (anche di foglie sovrapposte) tutto intorno al nodo stesso. Le foglie inoltre non erano concresciute nemmeno in parte, ma libere.

### Apparato riproduttivo
La riproduzione era assicurata dai sporofilli formati da diversi sporangi: sono i contenitori delle spore, organo riproduttivo di queste piante.

## Distribuzione e habitat
La massima diffusione e sviluppo delle piante di questa famiglia è stata nell'era Paleozoica (periodo Carbonifero) per poi estinguersi velocemente. A quei tempi la diffusione era globale e queste piante colossali costituivano ovunque immense foreste palustri in climi caldo-umidi sub-tropicali e tropicali.

## Usi
L'importanza della famiglia è data soprattutto dalla possibilità di sfruttare le specie fossili sotto forma di depositi di carbone fossile.